# 臺灣鐵道網

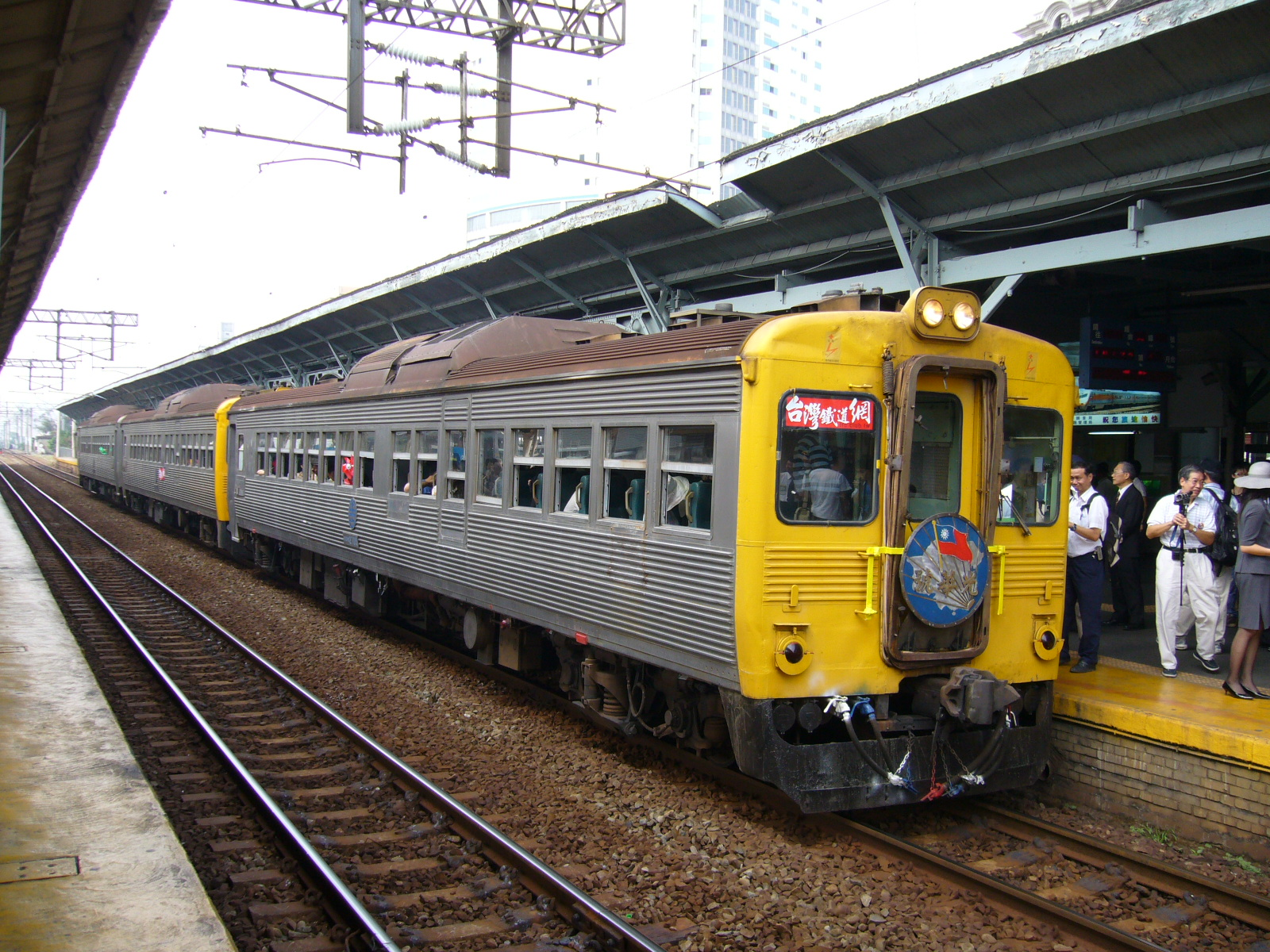
2006年臺灣鐵道網DR2700專列進入台中車站

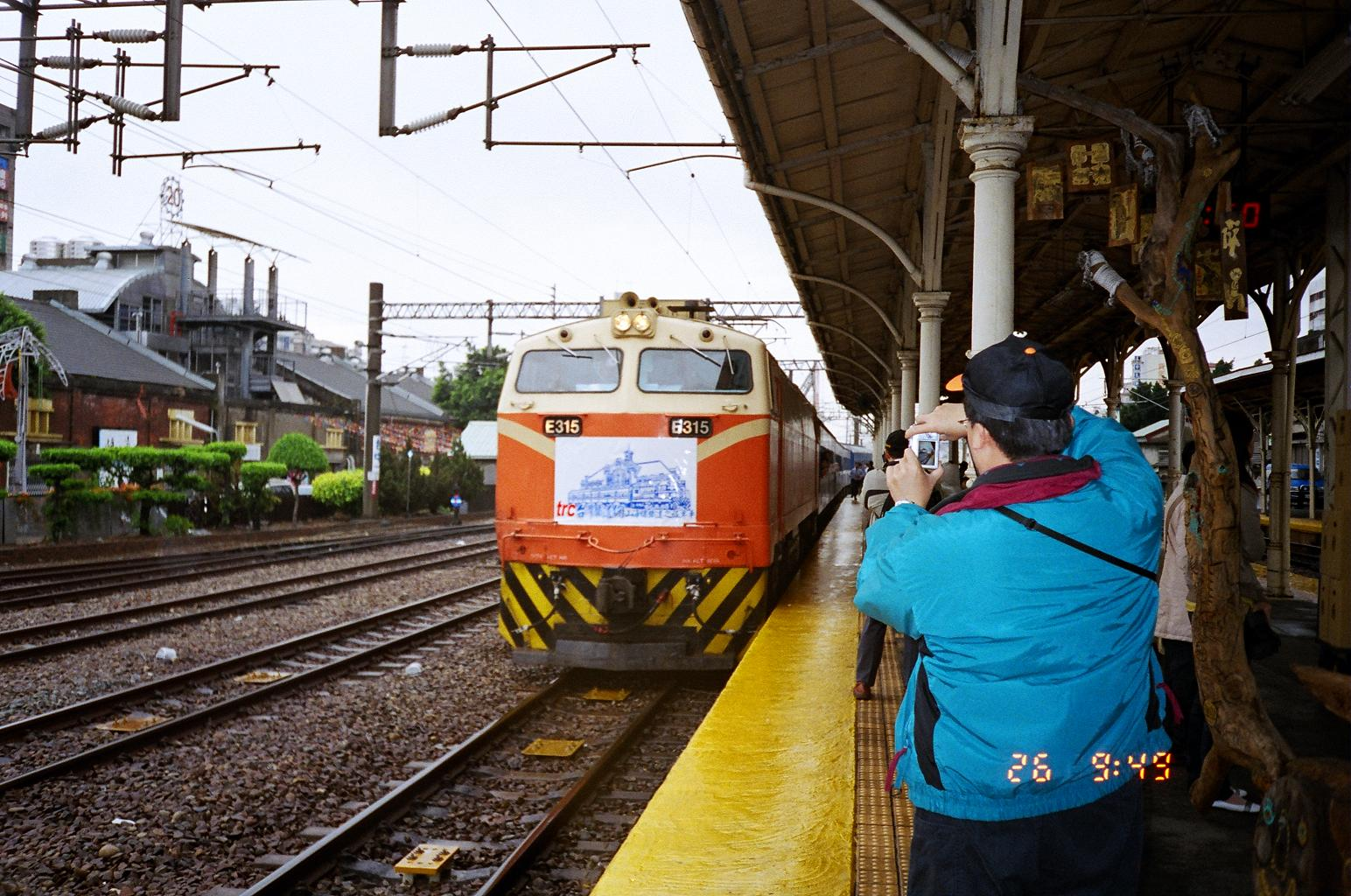
2005年臺灣鐵道網平快車專列進入台中車站

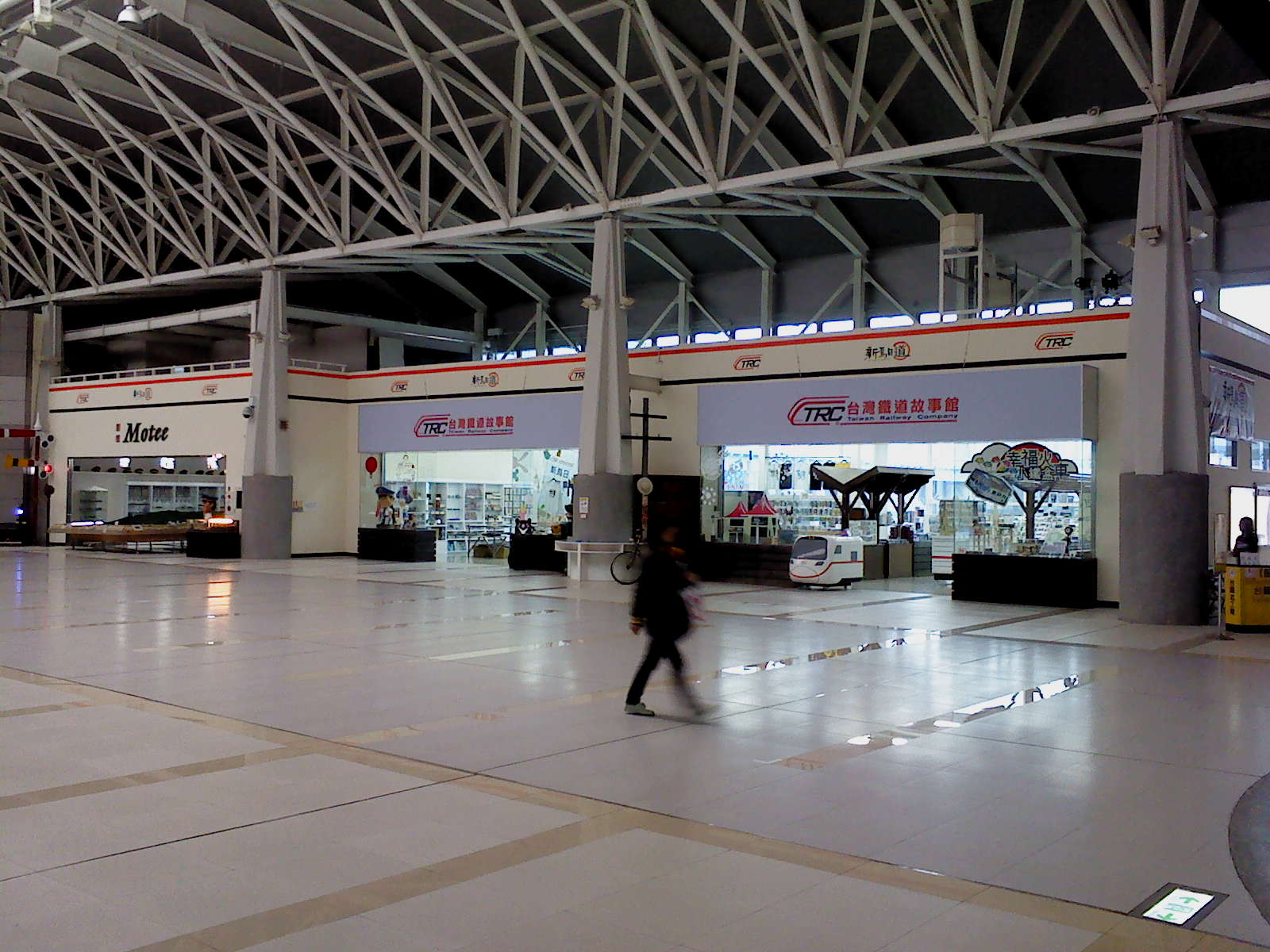
新烏日車站的TRC台灣鐵道故事館

臺灣鐵道網，簡稱TRC，為一個以鐵道相關資訊為基礎之主題式入口網站。該網站設立於2003年5月1日，並曾成為臺灣地區高知名度之鐵道迷取向網站。該網站之主要服務內容為提供發布鐵道相關新聞、公告、討論、攝影以及相關商品設計研發之場所，並另有提供會員個人部落格空間。
該網站已於2014年年底終止服務。

## 歷史
2001年3月12日，臺灣鐵道網前身台灣鐵道紀念客票家族成立於Yahoo!奇摩提供之「家族」服務中；當時，網站管理員為鄭保志。之後，因為熱衷鐵道文化的同好越來越多，鄭保志與其他鐵道同好組成臺灣鐵道網，以提供臺灣鐵道文化界更趨完整與多元的網站服務。
2008年1月，臺灣鐵道網從非營利性組織轉型為具營利性質之公司，並企圖成為帶動鐵道文化發展之媒體。該網站於成立後不定期舉辦鐵道參訪活動，以讓鐵道同好互相交流並認識本土鐵道文化，進而關懷於鐵道文化資產之守護。
2007年9月8日，因主機捐贈者與站方發生糾紛，網站暫時停止運作；之後，何元富出資200萬成立台灣鐵道有限公司（後改為台灣鐵道故事館有限公司），網站於2008年1月1日重新上線服務。
後來，該網站隸屬台灣鐵道有限公司，其長期資金來源為何元富旗下事業台鐵本舖門市商品收入轉投資；子社團「南方公園」雖曾與台灣鐵道網切割，但後又再度合作。
2014年12月1日後，該網站因遭受臉書興起等緣故決定終止服務，但仍於12月31日前開放使用者瀏覽頁面。

## 評論
該網站有以下作風飽受批評：
- 成員無故進入禁區拍攝，如軌道、列車駕駛室、機廠、調車場等地，妨礙工作進行或造成列車運轉上的安全顧慮
- 某些會員持有多個帳號

## 連結
- TRC台灣鐵道故事館 （页面存档备份，存于）
- 台灣鐵道故事館的Facebook專頁